# Šanta
Šanta (Nepeta) je rod tvořený asi 250 druhy vytrvalých nebo jednoletých rostlin z čeledi hluchavkovitých, kde je řazen do podčeledi Nepetoideae. Pocházejí z mírného podnebného pásma Euroasie a severní Afriky. Některé druhy jsou používané jako ozdobné nebo léčivé rostliny a byly rozšířeny i do Severní Ameriky.

## Popis
Jednoleté nebo víceleté aromatické rostliny, které bývají různě chlupaté. Lodyhy mívají přímé nebo vystoupavé a zpravidla rozvětvené. Listy mají vstřícné, jednoduché nebo vzácně peřenosečné, řapíkaté či přisedlé, trojúhelníkovitě vejčité až podlouhle eliptické a vroubkovaně zubaté, po lodyze jsou rovnoměrně rozdělené.
V horní části lodyhy vyrůstají květy z paždí vstřícných listenů a vytvářejí více či méně řídké, často stopkaté lichopřesleny nebo víceramenné vrcholíky. Pětičetné květy bývají nejčastěji oboupohlavné, někdy se mezi nimi vyskytují neplodné samčí. Pětizubý kalich s patnácti žilkami bývá trubkovitý nebo zvonkovitý, rovný nebo ohnutý, zuby mívá trojúhelníkovité nebo šídlovité a horní často bývají o něco delší než spodní. Souměrná modrá, fialová, růžová, žlutá nebo bílá, výrazně dvoupyská koruna má trubku přímou nebo zakřivenou. Horní dvoulaločný pysk je rovný, plochý a spodní je sehnutý, trojlaločný, s nápadně velkým, lžícovitě vně vyklenutým a po okraji zpravidla zubatým středním lalokem; oba pysky jsou relativně krátké. Čtyři rovnoběžné, dvojmocné tyčinky jsou těsně u sebe a souběžně vybíhají pod horní pysk, dvě zadní jsou delší. Svrchní, čtyřkomůrkový semeník je srostlý ze dvou plodolistů. Čnělka s dvouklanou bliznou vyčnívá z koruny. Květy obsahují dostatek nektaru a lákají množství opylujícího hmyzu.
Plod je poltivá tvrdka, která se rozpadá se na čtyři elipsoidní plůdky (semena) asi 1 až 2 mm velké. Ty jsou podlouhlé nebo vejčité, povrch mívají bradavičnatý, hladký či žebrovaný a na bázi mají bílou rýhu.
Rostliny obsahují množství silic a flavonoidů, mezi jejích množstvím a typem jsou rozdíly jak mezidruhové, tak i geografické a fenologické. Protože k objasnění vztahů mezi jednotlivými druhy širokého rodu šanta nejsou vždy k dispozici neproměnné morfologické znaky, jsou využívány i rozdíly ve spektru obsahových látek. Informace využitelné pro taxonomii jsou získávány i z flavonoidů v listech.
Většina druhů vyrůstá v prostředí stepí, lesostepí až polopouští, též v horách.

## Význam
Některé druhy šanty se v Asii používají jako koření pro speciální omáčky nebo nápoje, jiné se pro vysoký obsah silic a flavonoidů využívají v lidové medicíně. Pro své antiseptické a stahující účinky se užívají v lihových extraktech při kožních vyrážkách nebo štípnutí hmyzem. Čerstvé listy se žvýkají při bolestech zubů, alkoholový macerát je vhodný při pohmožděninách a revmatických bolestech. Rostliny obsahují také látky působící antibakteriálně, fungicidně i antivirově. Používají se na zklidnění horečnatých stavů či nervového vypětí, při trávicích problémech a nepravidelné menstruaci; nedoporučují se těhotným ženám.
Listů a kvetoucích vrcholků v Česku rostoucí šanty kočičí se používalo k přípravě zklidňujících čajů nebo jsou z nich vyráběny repelenty. Z téže rostliny je při podráždění žláznatých chloupků na listech uvolňována silice nepetalakton (feromon pro některé kočkovité) a halucinogenní alkaloid aktinidin beta-fenylethylalkohol, které společně způsobují u koček krátkodobé nevypočitatelné chování. Tento alkaloid může při velkém množství působit i na člověka.
Rozšíření šanty na nová území je následek využívání některých jejích druhů pro zahradní a krajinářskou tvorbu. Používají se hlavně pro trvalkové záhony, jsou vhodné pro městské prostředí, snášejí sucho a nejsou náročné na údržbu, dlouho kvetou a vypadají svěží od jara až do zámrazu.